# Kabis
Kabis (arab. قابس; fr. Gabès) – miasto nad brzegiem zatoki Mała Syrta, leżące w oazie. Jest ośrodkiem turystycznym saharyjskiej części Tunezji i stolicą gubernatorstwa Kabis. Oaza porośnięta jest dużą liczbą palm daktylowych (200 tys.), drzew pomarańczowych, cytrynowych, morelowych i granatowców.

## Miasta partnerskie
- Linz
- Saint-Brieuc